# Caggiano
Caggiano község (comune) Olaszország Campania régiójában, Salerno megyében.

## Fekvése
Caggiano a Alburni-hegység hegység lábainál, a Salernói-öböl partján fekszik. Határai: Auletta, Pertosa, Polla, Salvitelle, Sant’Angelo Le Fratte, Savoia di Lucania és Vietri di Potenza .

## Története
A legendák szerint a mitológiából ismert titánok a Alburni-hegység vonulatai között találtak menedéket, miután Neptunus elűzte őket a Tirrén-tenger vidékéről. A helyi legendák szerint a titánok minden földrengés alkalmával egy lépést tesznek kelet felé.
Nevének eredetét illetően több feltételezés is létezik: az egyik szerint a római „pagus Cajani” megnevezés átalakulásából származik, míg egy másik feltételezés a bizánci Cauchighianóból származtatja megnevezését.
Az első települést ezen a vidéken i. e. 8. században alapították görög telepesek. A rómaiak idején a vidéket a szomszédos Volcei (ma Buccino) városához csatolták. A település 1092-ben lett önálló feudális birtok és csak évszázadokkal később, 1806-ban vált önálló községgé.

## Népessége
A népesség számának alakulása:

## Főbb látnivalói
Főbb látnivalói a Santissimo Salvatore-templom (a 11. század végén épült) és a Castello di Caggiano (a 14. században épült vár a település nemesurai számára).